# Kraftwerk Cercosa

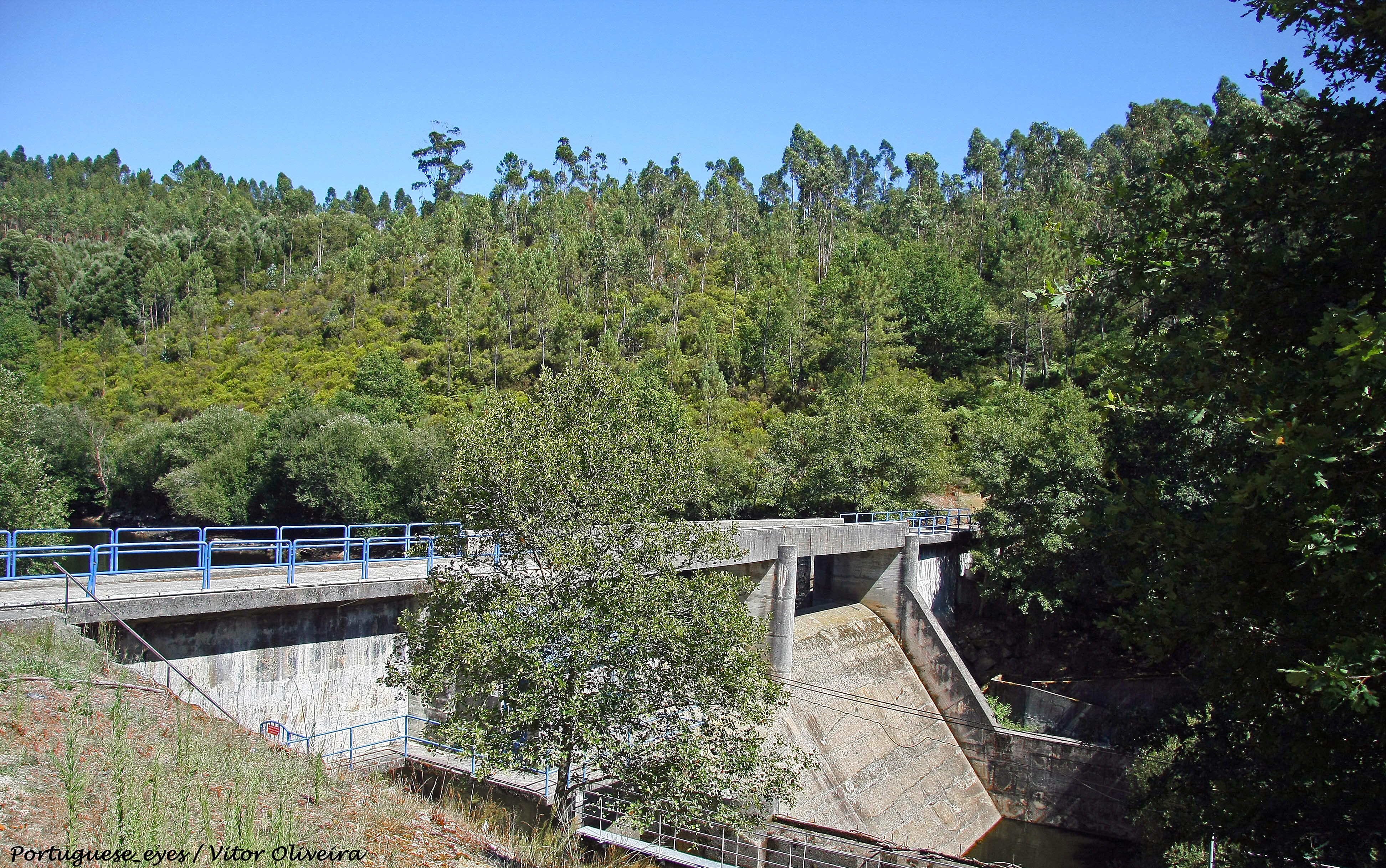
Staumauer des Kraftwerks Cercosa (2017)

Das Kraftwerk Cercosa (portugiesisch Barragem de Cercosa) liegt in der Region Mitte Portugals im Distrikt Viseu. Es staut den Fluss Alfusqueiro, einen linken (südlichen) Nebenfluss des Vouga, zu einem Stausee auf. Die namensgebende Gemeinde Cercosa befindet sich ungefähr 700 m nordwestlich des Kraftwerks.
Das Kraftwerk Cercosa wurde 1994 in Betrieb genommen. Es ist im Besitz der Soc. Expl.de Recursos Energéticos, Lda.

## Absperrbauwerk
Das Absperrbauwerk ist eine Gewichtsstaumauer aus Beton mit einer Höhe von 15,7 m über der Gründungssohle (13,7 m über dem Flussbett). Die Mauerkrone liegt auf einer Höhe von 374,2 m über dem Meeresspiegel. Die Länge der Mauerkrone beträgt 72 m.
Die Staumauer verfügt sowohl über einen Grundablass als auch über eine Hochwasserentlastung. Über den Grundablass können maximal 5,15 m³/s abgeleitet werden, über die Hochwasserentlastung maximal 250 m³/s.

## Stausee
Beim normalen Stauziel von 371 m (maximal 373,75 m bei Hochwasser) erstreckt sich der Stausee über eine Fläche von rund 0,02 km² und fasst 0,06 Mio. m³ Wasser – davon können 0,02 Mio. m³ zur Stromerzeugung genutzt werden. Das minimale Stauziel liegt bei 366,7 m.

## Kraftwerk
Das Kraftwerk Cercosa gehört mit einer installierten Leistung von 3,923 MW zu den kleinsten Wasserkraftwerken Portugals. Die durchschnittliche Jahreserzeugung liegt bei 9,65 Mio. kWh. Es ist eine Francis-Turbine installiert.